# USS Claxton (DD-140)
USS Claxton (DD-140), là một tàu khu trục thuộc lớp Wickes của Hải quân Hoa Kỳ chế tạo trong giai đoạn Chiến tranh Thế giới thứ nhất. Nó được chuyển cho Hải quân Hoàng Gia Anh Quốc theo Thỏa thuận đổi tàu khu trục lấy căn cứ vào năm 1940 và đổi tên thành HMS Salisbury (I52); rồi chuyển cho Hải quân Hoàng gia Canada trước khi ngừng hoạt động năm 1943 và bị tháo dỡ năm 1944. Nó là chiếc tàu chiến đầu tiên của Hải quân Hoa Kỳ được đặt tên theo Thomas Claxton (1790-1813), một sĩ quan Hải quân Hoa Kỳ tử thương trong cuộc Chiến tranh 1812.

## Thiết kế và chế tạo
Claxton được đặt lườn vào ngày 25 tháng 4 năm 1918 tại Xưởng hải quân Mare Island, Vallejo, California. Nó được hạ thủy vào ngày 14 tháng 1 năm 1919, được đỡ đầu bởi bà F. W. Kellogg, và được đưa ra hoạt động vào ngày 13 tháng 9 năm 1919 dưới quyền chỉ huy của Hạm trưởng, Thiếu tá Hải quân F. T. Leighton.

## Lịch sử hoạt động

### USSClaxton
Claxton hoạt động dọc theo bờ Tây Hoa Kỳ cho đến ngày 18 tháng 6 năm 1922, khi nó được cho xuất biên chế tại San Diego, California. Được cho nhập biên chế trở lại vào ngày 22 tháng 1 năm 1930, nó tiếp tục phục vụ tại vùng bờ Tây cũng như huấn luyện nhân sự Hải quân Dự bị từ New Orleans cho đến tháng 9 năm 1933, khi nó gia nhập Hải đội Đặc vụ để tuần tra ngoài khơi Cuba. Từ tháng 1 đến tháng 11 năm 1934, nó ở trong lực lượng dự bị luân phiên tại Charleston, rồi quay trở lại nhiệm vụ tuần tra tại Cuba cho đến tháng 10 năm 1935. Sau khi thực hành cùng với Lực lượng Chiến trận, nó được phân về Học viện Hải quân Hoa Kỳ trong các năm 1936-1937, thực hiện ba chuyến đi ven biển.
Nhận nhiệm vụ cùng Hải đội 40-T, đơn vị được thành lập để tuần tra tại vùng biển Châu Âu nhằm bảo vệ những lợi ích của Hoa Kỳ trong cuộc Nội chiến tại Tây Ban Nha, Claxton đã hoạt động tại châu Âu từ tháng 10 năm 1937 đến tháng 11 năm 1938. Vào tháng 1 năm 1939, nó quay trở lại nhiệm vụ cùng Học viện Hải quân, nhưng đến tháng 9 lại được điều động vào nhiệm vụ Tuần tra Trung lập ngoài khơi Florida Straits. Vào tháng 1 và tháng 2 năm 1940, nó tuần tra ngoài khơi bờ biển New England; và sau các chuyến đi huấn luyện tại vùng bờ Đông, nó đi đến Halifax, Nova Scotia vào ngày 21 tháng 11 năm 1940. Đến ngày 26 tháng 11, nó được chuyển giao cho Anh Quốc theo Thỏa thuận đổi tàu khu trục lấy căn cứ. Claxton được cho xuất biên chế vào ngày 5 tháng 12 năm 1940 và nhập biên chế Hải quân Hoàng gia Anh cùng ngày hôm đó như là chiếc HMS Salisbury thuộc lớp Town.

### HMSSalisbury- HMCSSalisbury
Salisbury đi đến Belfast, Bắc Ireland vào ngày 30 tháng 12 năm 1940 để hoạt động cùng Bộ chỉ huy Tiếp cận phía Tây trong nhiệm vụ hộ tống các đoàn tàu vận tải vượt Đại Tây Dương. Vào tháng 4 và tháng 5 năm 1942, nó tham gia lực lượng hộ tống cho tàu sân bay Hoa Kỳ Wasp trong hai chuyến đi vận chuyển máy bay đến Malta đang bị phong tỏa. Quay trở về Clyde, Salisbury được cải biến tối ưu cho nhiệm vụ hộ tống tàu buôn bằng cách tháo dỡ ba trong số các khẩu pháo 4 in (100 mm)/50 caliber và một trong số các dàn ống phóng ngư lôi ba nòng để giảm bớt trọng lượng bên trên, lấy chỗ chứa thêm mìn sâu và trang bị một dàn hedgehog (súng cối chống tàu ngầm). Nó bảo vệ cho các đoàn tàu vận tải chuyển quân tại Đại Tây Dương cho đến tháng 9, khi nó được chuyển cho Hải quân Hoàng gia Canada. Đặt căn cứ tại St. John's, Newfoundland, HCMS Salisbury hoạt động hộ tống vận tải tại chỗ cho đến tháng 11 năm 1943, khi các tàu hộ tống mới hơn đã sẵn có. Nó được đưa về chế độ bảo trì tại Halifax, Nova Scotia và được cho ngừng hoạt động vào ngày 10 tháng 12 năm 1943. Nó bị bán để tháo dỡ ngày 26 tháng 6 năm 1944 tại Vancouver, British Columbia.